# Гравидофобия
Гравидофобия (от лат. gravida — «беременная» и др.-греч. φόβος — «страх») — навязчивый страх встречи с беременной; боязнь забеременеть.
Гравидофобия является психологической проблемой, фобией, ей подвержены и женщины, и мужчины. Она может возникать в результате пережитых стрессов: рождение мёртвого ребёнка, смерть роженицы, сложные взаимоотношения с матерью, страх перед родами, страх родить больного ребёнка, социальные проблемы. У бездетных мужчин гравидофобия протекает сложнее. Видя беременную женщину, они испытывают сильнейший стресс, а в ряде случаев даже отвращение; начинают паниковать.